# Magok (métro de Séoul)
Magok, (en coréen : 마곡역) est une station de passage de la ligne 5 du métro de Séoul. Elle est située au 163, Gonghang-daero, dans le quartier Gayang-dong, arrondissement Gangseo-gu à Séoul en Corée du Sud.
Construite en 1996 elle n'est ouverte qu'en 2008, Elle est desservie par les rames omnibus de la ligne 5.

## Situation sur le réseau

Plan du réseau du métro de Séoul (2023)

La station en souterrain Magok est une station de passage de la ligne 5 du métro de Séoul : elle est située entre la station Balsan, en direction des terminus est Hanam Geomdansan ou Macheon, et la station Balsan en direction du terminus ouest, Banghwa.

## Histoire
La station Magok est construit lors du chantier de la deuxième section de la ligne 5 du métro de Séoul, entre Banghwa et Kkachisan, mise en service le 20 mars 1996. Nénmoins la station n'est pas mise en service et devient une « station fantôme » car le choix de son emplacement, dans un petit village au milieu des rizières est du au plan d'urbanisme de Séoul qui prévoyait la réalisation d'un « complexe industriel de haute technologie », qui finalement ne fut pas construit,.
En 2006, un nouveau quartier d'habitations achève sa construction à Balsan, à 800 mètres de la station. Peu après ses nouveaux habitants incitent la société exploitante de la ligne a envisager l'ouverture de la station. Magok est mise en service le 20 juin 2008. Le nombre d'utilisateurs est encore limité mais l'exploitant prévoit un futur développement autour de la station, suffisant pour augmenter le nombre de voyageurs.

## Services aux voyageurs

### Accès et accueil
La station est située au 163, Gonghang-daero. Établie en souterrain, elle dispose de six bouches en surface, numérotées de 1 à 6.

### Desserte
Magok est desservie par les rames omnibus qui vont ou viennent de l'un des deux terminus de branche : Hanam Geomdansan ou Macheon

Installations
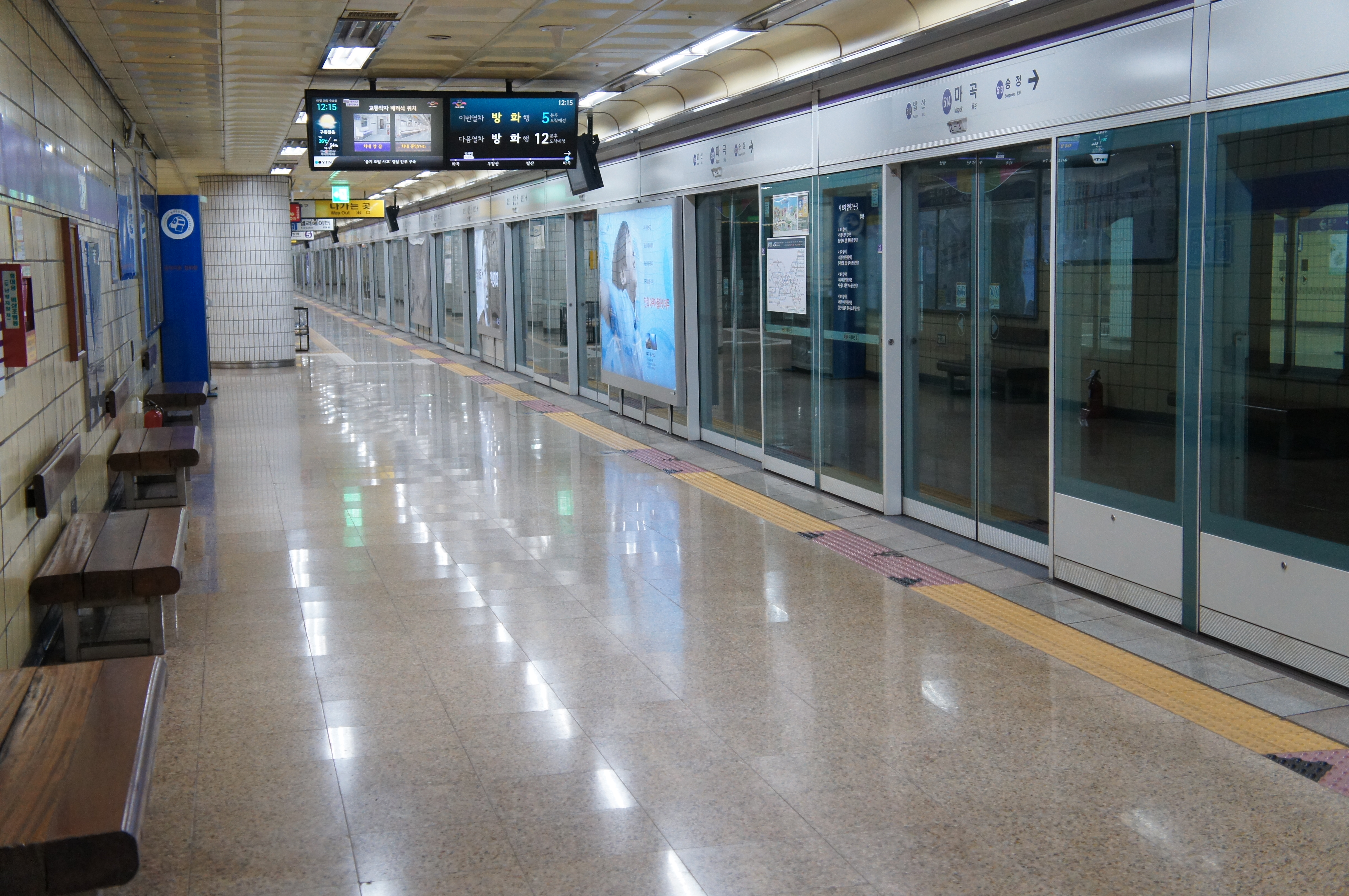
En 2015.
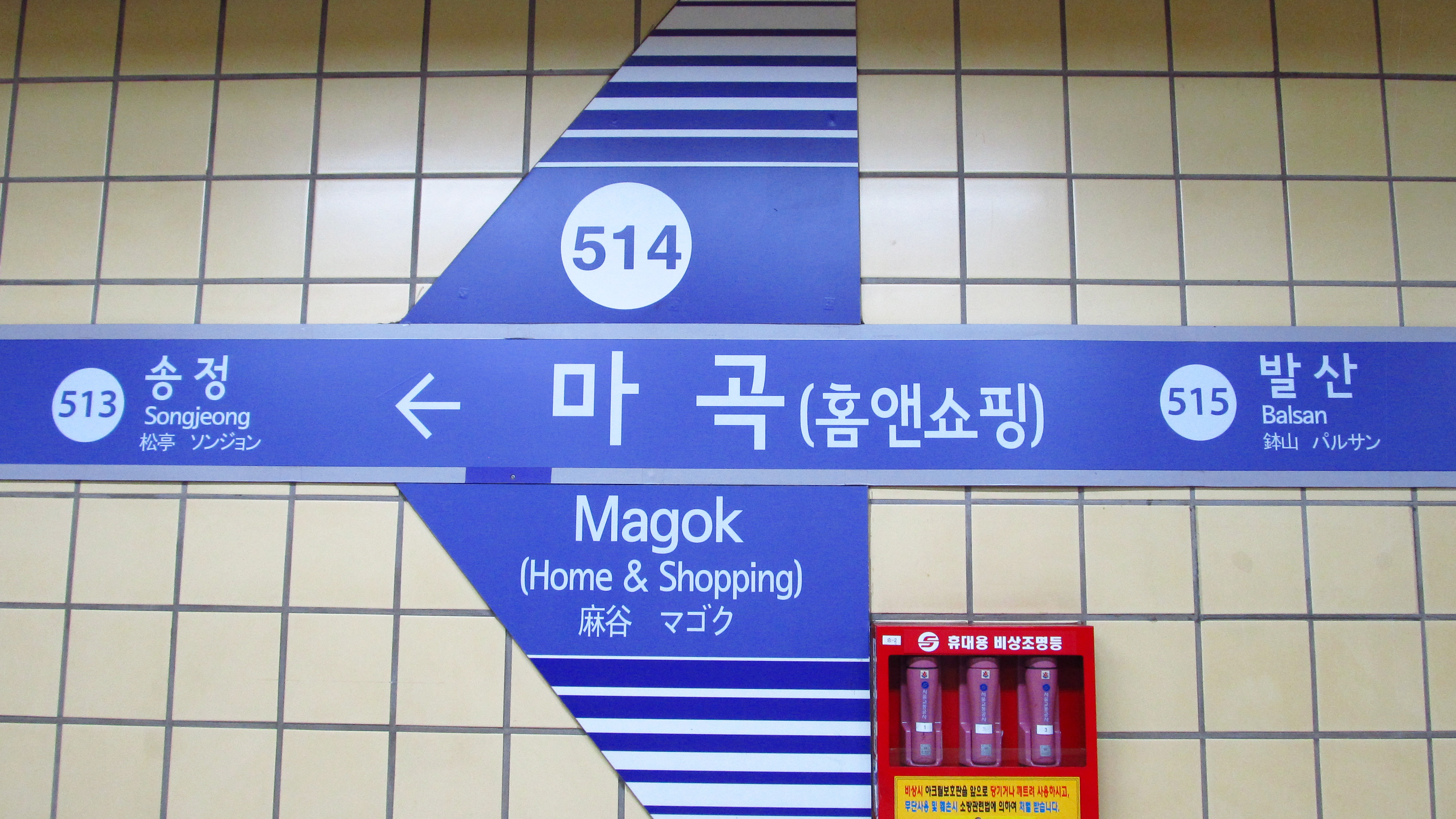
En 2018.
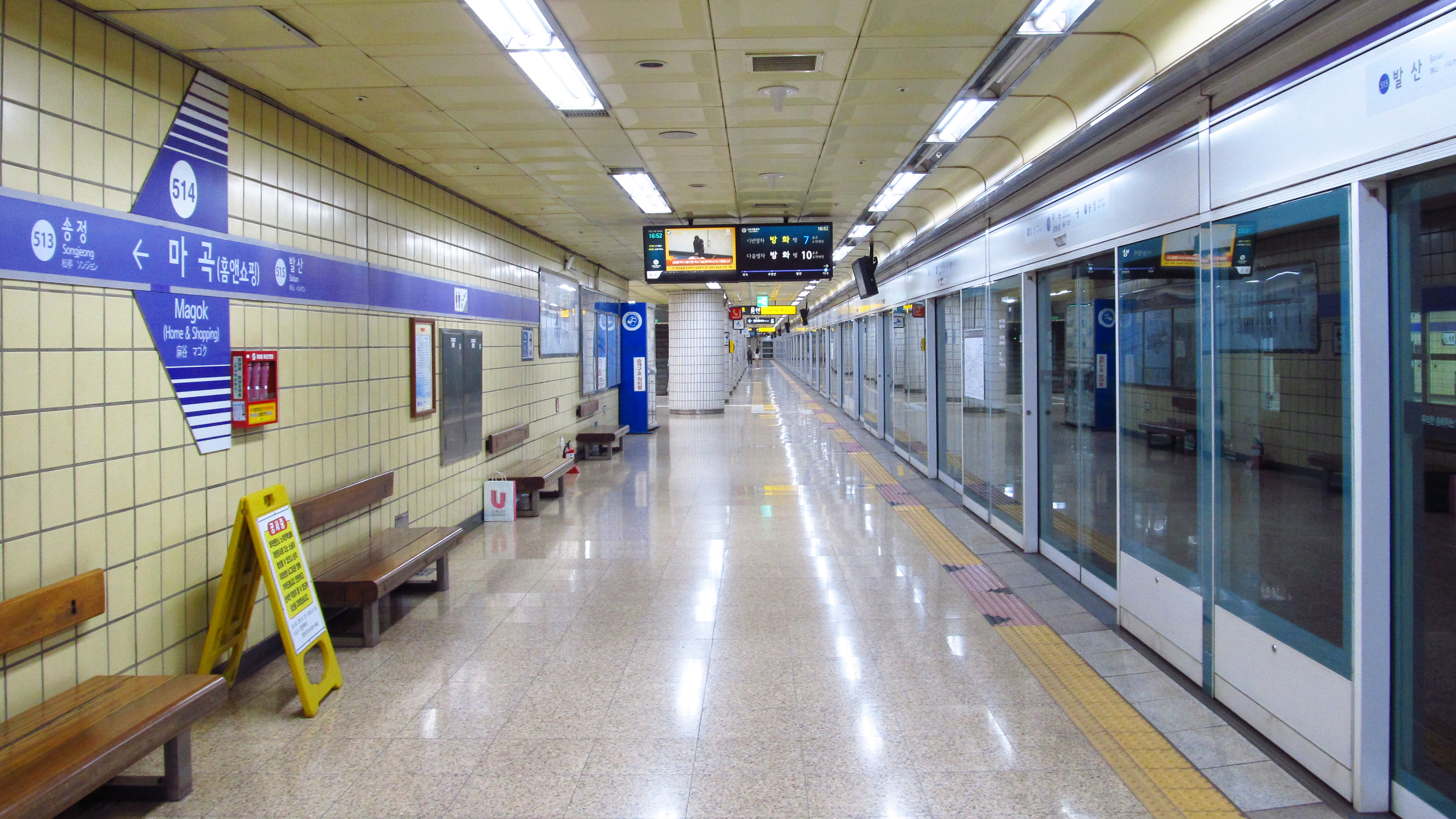
En 2018.

### Intermodalité
Des arrêts de bus sont situés à proximité.